# آل الصملي (لودر)

تعديل مصدري - تعديل

آل الصملي هي إحدى قرى عزلة زارة بمديرية لودر التابعة لمحافظة أبين، بلغ تعداد سكانها 104 نسمة حسب تعداد اليمن لعام 2004.